# Яс (яхта)
«Яс» (англ. Yas) — суперъяхта, принадлежащая эмиру Объединенных Арабских Эмиратов Хамдану бин Зайед бин Султан Аль Нахайану, переоборудованная из боевого фрегата.

## История

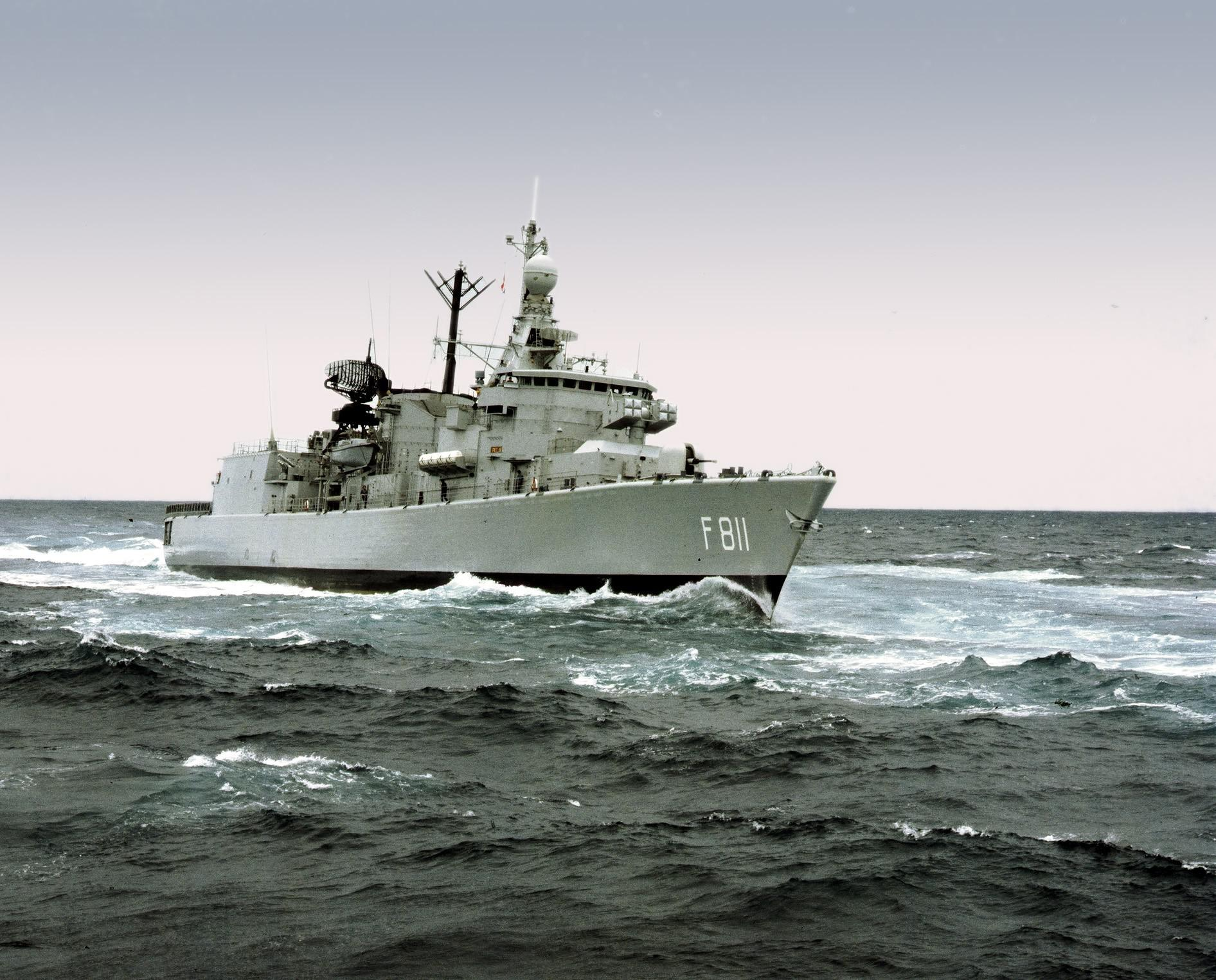
Фрегат HNLMS Piet Hein

Фрегат, из которого была сделана яхта, был заложен на верфи Damen Schelde Naval Shipbuilding города Флиссингена и спущен на воду 3 июня 1978 года. Находился на службе в ВМС Нидерландов, был назван «Пит Хейн» (F811) и в 1998 году был выведен из эксплуатации.
27 июня 1998 года был принят на вооружение ВМС Объединённых Арабских Эмиратов, переименован в «Аль-Эмират» (Al Emirat (F02)) и находился на военной службе до вывода из эксплуатации в 2008 году.
Переоборудование военного корабля в дорогую моторную яхту проводилось на верфи ADMShipyards в Абу-Даби и завершилось её спуском на воду в 2011 году (проект Swift141). Строительством яхты занималась компания Koninklijke Schelde Groep BV, дизайн интерьера и экстерьера разработан парижской студией Pierrejean Design Studio.
На суперъяхте в комфортабельных помещениях может разместиться до 60 человек, она управляется командой из 56 человек. На яхте имеется открытый кормовой бассейн со спа, вертолетная площадка, аудиовизуальный зал. Корабль оснащён современной техникой, включающей РЛС, подводный гидролокатор, тепловизор, спутниковую связь. Два дизельных двигателя компании MTU Friedrichshafen мощностью в 10500 л. с. (7830 кВт) с двумя винтами позволяют яхте достичь максимальной скорости в 26 узлов; её крейсерская скорость составляет 23 узла при автономности в 5000 морских миль.